# Stazione di Bisuschio-Viggiù
La stazione di Bisuschio-Viggiù è una fermata ferroviaria posta sulla linea Varese-Porto Ceresio, a servizio dei comuni di Bisuschio (nel cui territorio è ubicata) e Viggiù, in provincia di Varese.

## Storia
La fermata fu attivata tra la fine del XIX secolo e l'inizio del XX, a seguito del prolungamento della ferrovia Gallarate-Varese al capolinea di Porto Ceresio, attraverso il territorio della relativa valle.
Rimasta successivamente impresenziata dal personale ferroviario, sul finire del XX secolo la stazione fu vittima di un certo degrado strutturale, il quale peggiorò ulteriormente allorché la linea di competenza venne soppressa (a decorrere dal 1º gennaio 2010) onde consentire la costruzione della nuova ferrovia Mendrisio-Varese, con innesto ad Arcisate. L'assenza di traffico ferroviario (sostituito da un servizio autobus con fermata nel piazzale esterno) fece sì che l'impianto di Bisuschio-Viggiù fosse quasi del tutto abbandonato, fatto salvo il bar attivo entro il fabbricato viaggiatori (altrimenti oggetto di atti vandalici e di intrusioni indebite, al pari dello scalo merci): il sedime ferroviario, lasciato a sé stesso, venne invaso dalla vegetazione.
Dopo sei anni di abbandono, a fine 2016 vennero avviati i lavori di recupero e riqualificazione della stazione, con la pulizia del sedime ferroviario dalla vegetazione spontanea, la rimozione dei vecchi binari e dei resti della banchina ovest, il ripristino del marciapiede a lato stazione (portato ad una lunghezza di 220 metri e rialzato a livello del pianale dei treni) e la ristrutturazione conservativa del fabbricato viaggiatori (dotato di biglietteria automatica, di una nuova pensilina e di tabelloni elettronici per arrivi e partenze). Il 7 gennaio 2018, con la riapertura della relazione Varese-Porto Ceresio al traffico passeggeri, la stazione bisuschiese è tornata in funzione.

## Strutture
La stazione dispone di un fabbricato viaggiatori a due piani: il pianterreno ospita biglietteria, sala d'attesa, bar, uffici e locali tecnici. Il secondo piano ospita invece due alloggi, originariamente a uso del personale ferroviario e successivamente affittati a persone terze. Il patrimonio edilizio consta inoltre di un magazzino merci (in disuso dagli anni 1990) ubicato poco più a nord dello scalo passeggeri.
Come da prassi sulla ferrovia della Valceresio, gli edifici di stazione erano inizialmente tutti dipinti in giallo pastello con finiture amaranto: successivamente sul fabbricato viaggiatori tale schema cromatico è stato sostituito da una soluzione monocroma amaranto.
Il sedime consta di un singolo binario passante, originariamente servito da due banchine contrapposte, in seguito ridotte a una; un tronchino, successivamente asportato, serviva invece lo scalo merci.

## Movimento
Con la riattivazione della ferrovia di competenza, dal 7 gennaio 2018 a Bisuschio-Viggiù fermano quotidianamente 34 treni RegioExpress eserciti da Trenord a cadenzamento orario sulla tratta Porto Ceresio-Milano Porta Garibaldi (attiva dalle ore 5.16 alle 21.16).

## Interscambi
Fra il 1912 e il 1951 nel piazzale prospiciente la stazione fece capolinea la tranvia Bisuschio-Viggiù.

## Servizi
La stazione è classificata da RFI nella categoria Bronze e dispone di:
- Bar
- Biglietteria automatica
- Sala d'attesa
- Servizi igienici